# Фудзівара но Тадахіра
Фудзівара но Тадахіра (*藤原 忠平, 880 — 14 вересня 949) — регент (сешшьо) Японії у 930—941 роках, письменник і поет епохи Хейан. Посмертне ім'я «Тейшінко».

## Життєпис
Походив з аристократичного роду Фудзівара, належав до куґе. Син Фудзівара но Мотоцуне, сешшьо і кампаку, та принцеси Соші (онуки імператора Німмьо). Народився у 880 році. Здобув гарну освіту, замолоду виявив хист до поезії.
Після смерті батька у 891 році разом з братами Фудзівара но Токіхіра і Фудзівара но Накахіра розпочав боротьбу проти Суґавара но Мітідзане, реформи якого підтримував імператор Уда. У 897 році останній започаткував практику інсей, правління колишніх імператорів, задля послаблення впливу Фудзівара. В процесі політичних інтриг у 895 році Тадахіра отримав нижчій п'ятий ранг, а 896 році був виконуючим обов'язки кокусі провінції Бінґо. 897 року Такахірі було надано нижчій четвертий ранг.
900 року оженився на доньці померлого імператора Коко. У 901 році разом з братами внаслідок палацевої інтриги вдалося відсторонити від посад та відправити у заслання Суґавару но Мітідзане. Допомагав братові Токіхіра, що відновив владу Фудзівара в державі, хоча не обіймав провідних посад.
У 905 році разом з братом Токіхірою почав працювати над збіркою законодавства Енгішікі, спрямоване на поліпшення податкової системи. Того ж року призначено кокусі провінції Бідзен, яку обіймав до 911 року. У 908 році стає імператорським радником. У 909 році після смерті Токіхіри стає головою клану Фудзівара. Того ж року отримує нижній третій ранг.
У 911 році призначено старшим державним радником. 912 року відновив роботу над Енгішікі, завершивши у 927 році. У 913 році отримує посаду лівого начальника Внутрішньої імператорської варти. У 914 році призначають Правим міністром. У 916 році надано нижній другий ранг.
У 930 році стає регентом при своєму небожеві — імператорові Судзаку. Повністю відновив владу свого роду в імперії. 932 року отримує нижчій перший ранг. У 936 року отримав призначення великого державного міністра.
У 937 році очолив церемонію повноліття Судзаку, але зберіг посаду регента. У 939 році в провінції Канто повстав Тайра но Масакадо, що оголосив себе імператором. За цих обставин Тадахіра зберіг владу, відправивши війська проти заколотника. Тайра було переможено у 940 році. Лише у 941 році Фудзівара но Тадахіра після перемоги над піратами Фудзівара но Сумітомо, склав повноваження сешшьо.
Втім у 941 році став кампаку. Тим самим Тадахіра продовжив керування імперією. Залишався на посаді до самої смерті, що настала 949 року. Посмертно отримав 1 ранг.

## Творчість
Відомий як письменник і поет. Його вірш було включено до антології «Хякунін іссю».

## Родина
1. Дружина — Мінамото но Дзюнсі, доньки імператора Коко
Діти:
- Фудзівара но Санейорі (900—970), сешшьо і кампаку
- Кіші, дружина спадкоємця трону Ясуакіри

2. Дружина — Мінамото но Соші, донька Мінамото но Йошіарі. Була небогою Фудзівара но Тадахіра
Діти:
- Фудзівара но Моросуке (909—960), старший державний радник
- Мороясу, чернець
- Фудзівара но Мороудзі (913—970), старший державний радник
- Фудзівара но Моротада (920—969), Лівий міністр
- Канші, дружина принца Шігеакіри